# Here in the Pitch
Here in the Pitch — четвёртый студийный альбом американской инди-фолк-певицы и автора-исполнителя Джессики Пратт, выпущенный лейблом Mexican Summer 3 мая 2024 года. Альбом получил положительные отзывы критиков.
Журнал Paste назвал Here in the Pitch лучшим альбомом 2024 года.

## Предыстория
Альбом Here in the Pitch был вдохновлен «эпохой хиппи» в Лос-Анджелесе и отражает одержимость певицы «фигурами, олицетворяющими темную сторону калифорнийской мечты». Пратт создала альбом вместе с давним коллегой Элом Карлсоном, а также клавишником Мэттом МакДермоттом, басистом Спенсером Заном и перкуссионистом Мауро Рефоско. В записи также приняли участие Райли Уокер, Питер Мадж и Алекс Голдберг.

## Отзывы
| Совокупная оценка    | Совокупная оценка |
| Источник             | Оценка            |
| -------------------- | ----------------- |
| AnyDecentMusic?      | 8.6/10            |
| Metacritic           | 90/100            |
| Оценки критиков      |                   |
| Источник             | Оценка            |
| AllMusic             | [ 6 ]             |
| Far Out              | [ 7 ]             |
| The Line of Best Fit | 8/10              |
| Paste                | 9.5/10            |
| Pitchfork            | 8.8/10            |
| Under the Radar      | 9/10              |

Альбом получил положительные отзывы от музыкальных журналистов.
Его рейтинг на Metacritic равный 90 из 100 на основе 12 рецензий означает «всеобщее одобрение».
Завершая рецензию для AllMusic, Фред Томас заявил, что «расширенный инструментарий придает им призматическое сияние и делает один из самых увлекательных и повторяющихся сетов от артистки, которая уже была в своем классе». Джереми Д. Ларсон из Pitchfork оценил альбом в 8,8/10, а также отметил его как «Лучшую новую музыку». Ларсон заявил, что слушатель стал свидетелем того, как «величайший в музыке часовой мастер» создал с помощью пластинки еще одни «витиеватые часы, которые можно повесить на стену». Несмотря на то, что альбом «трудно описать», Here in the Pitch запечатлел «эту загадочную песню, которую Пратт так хорошо знает» в девяти композициях. Автор описал ее как «яркий пример гипнагогического фолка», который спокойно наблюдает за «одновременностью времени» и его «страданиями, чудесами и обещаниями». В Paste Мэтт Митчелл заявил: «Вы можете слушать эти девять песен и думать, что есть что-то ностальгическое, за что можно ухватиться, — и, возможно, так оно и есть, — но что самое радостное и стоящее в этой коллекции, так это то, насколько она отстранена от каких-либо конкретных ярлыков поколений».
Элль Палмер из Far Out считает, что Here in the Pitch «стоил того» пятилетнего ожидания: каждый момент «великолепно выстроен», чтобы объединиться в альбом, «которым следует наслаждаться как таковым». Джон Амен, написавший для The Line of Best Fit, рассматривает альбом как эволюцию в каталоге Пратт, развивая «мечтательную просторность» предыдущих проектов и «предлагая один сочный хук за другим». Амен назвал альбом «наиболее полно реализованным и последовательно вызывающим» на сегодняшний день. Дэниел Гард’нер из Under the Radar подтвердил мнение Пратт о «странном оптимизме», пронизывающем альбом, в котором есть «тонкая дуга света» внутри «липкой черноты битума».

### Итоговые списки критиков
Журнал Paste назвал Here in the Pitch лучшим альбомом 2024 года и отметил: «Вас может привлечь альбом Here in the Pitch по многим причинам — из-за нестареющей ингениальности Джессики Пратт и ее воплощения босса-новы, фолк-попа и барокко, или из-за ее способности заставить современность звучать так чертовски пьяняще».
| Публикация          | Список                     | Ранг | Ссылка |
| ------------------- | -------------------------- | ---- | ------ |
| BBC Radio 6 Music   | 26 Albums of the Year 2024 | -    | [ 12 ] |
| Exclaim!            | 50 Best Albums of 2024     | 27   | [ 13 ] |
| MOJO                | 75 Best Albums of 2024     | 36   | [ 14 ] |
| Paste               | 100 Best Albums of 2024    | 1    | [ 1 ]  |
| Pitchfork           | 50 Best Albums of 2024     | 3    | [ 15 ] |
| Uncut               | 80 Best Albums of 2024     | 5    | [ 16 ] |
| The Washington Post | 100 Best Albums of 2024    | 2    | [ 17 ] |

## Список композиций
Слова и музыка всех песен — Джессики Пратт; «Glances» написана вместе с  with Matt McDermott и Peter Mudge.
| №                   | Название              | Длительность |
| ------------------- | --------------------- | ------------ |
| 1.                  | «Life Is»             | 3:08         |
| 2.                  | «Better Hate»         | 3:46         |
| 3.                  | «World on a String»   | 3:09         |
| 4.                  | «Get Your Head Out»   | 3:25         |
| 5.                  | «By Hook or by Crook» | 3:27         |
| 6.                  | «Nowhere It Was»      | 2:41         |
| 7.                  | «Empires Never Know»  | 2:32         |
| 8.                  | «Glances»             | 1:31         |
| 9.                  | «The Last Year»       | 3:35         |
| Общая длительность: | Общая длительность:   | 27:14        |

## Чарты
| Чарт (2024)                                  | Высшая позиция |
| -------------------------------------------- | -------------- |
| Бельгия/Фландрия (Ultratop)                  | 143            |
| Шотландия (Scottish Albums Chart)            | 36             |
| Великобритания (UK Digital Albums Chart)     | 41             |
| Великобритания (UK Independent Albums Chart) | 11             |